# Mujiayingzi (köping)
Mujiayingzi (kinesiska: 穆家营子, 穆家营子镇) är en köping i Kina. Den ligger i den autonoma regionen Inre Mongoliet, i den norra delen av landet, omkring 630 kilometer öster om regionhuvudstaden Hohhot. Antalet invånare är 101427. Befolkningen består av 48 733 kvinnor och 52 694 män. Barn under 15 år utgör 18,0 %, vuxna 15-64 år 76 %, och äldre över 65 år 4,0 %.
Genomsnittlig årsnederbörd är 567 millimeter. Den regnigaste månaden är juni, med i genomsnitt 159 mm nederbörd, och den torraste är januari, med 4 mm nederbörd.